# Шлюбна історія
«Шлюбна історія» (англ. Marriage Story) — американський комедійно-драматичний фільм 2019 року режисера та сценариста Ноя Баумбаха. Головні ролі виконали Скарлетт Йоганссон, Адам Драйвер, Лора Дерн, Алан Алда, Рей Ліотта, Ежи Робертсон, Джулі Гагерті, Меттью Шир і Меррітт Вівер.
Проєкт був оголошений у листопаді 2017 року, того ж місяця був сформований акторський склад. Знімання фільму відбувалося в Лос-Анджелесі та Нью-Йорку з січня по квітень наступного року. Світова прем'єра відбулася 29 серпня 2019 року на Венеційському кінофестивалі, 6 листопада 2019 року розпочався обмежений прокат, з 6 грудня 2019 року стрічка доступна на Netflix. Фільм отримав високу оцінку критиків, зокрема, були відзначені сценарій та режисура Баумбаха, а також акторська майстерність (Йоганссон, Драйвера та Дерн) та музичний супровід. Фільм отримав 6 номінацій кінопремії Оскар.

## Сюжет
Чарлі Барбер (Адам Драйвер) — успішний театральний режисер в Нью-Йорку. Наразі його компанія працює над виставою, в якій зіграє його дружина Ніколь (Скарлетт Йоханссон), колишня акторка фільмів для підлітків. Пара переживає сімейні проблеми. Вони отримують пораду: записати те, що їм подобається в один одному, але Ніколь занадто соромиться читати це вголос, тому подружжя вирішує відмовитися від подальших консультацій.
Ніколь пропонують головну роль у телевізійному пілотному проєкті в Лос-Анджелесі, і вона вирішує покинути театр і тимчасово переїхати разом з сином, Генрі, до матері у Західний Голлівуд. Чарлі вирішує залишитися в Нью-Йорку, оскільки вистава на межі показів на Бродвеї. Коли він вилітає в Лос-Анджелес, щоб відвідати свою сім'ю, чоловік отримує документи про розлучення. Попри домовленості, Ніколь все ж наймає сімейного адвоката Нору Феншоу (Лора Дерн), яка закликає тиснути на Чарлі. Тоді чоловік зустрічається з Джеєм Мароттою (Рей Ліотта), зухвалим і дорогим юристом, який наполягає на брудній боротьбі, але Чарлі обирає Берта Шпіца (Алан Алда), який надає перевагу цивілізованомішу підходу.
За порадою Берта, Чарлі орендує квартиру в Лос-Анджелесі, щоб бути ближчою до своєї родини та посилити позиції за пунктом опіки. Через бажання чоловіка уникнути звернення до суду, Берт влаштовує зустріч з Норою та Ніколь. Нора запевняє, що Чарлі відмовився поважати бажання Ніколь повернутися в Лос-Анджелес, і що Генрі волів би залишитися зі своєю матір'ю ніж жити на два міста. У приватній розмові Берт радить Чарлі відмовитися від нью-йоркської квартири, але це засмучує Чарлі. Він відмовляється та вирішує звільнити адвоката.
Чарлі виграє стипендію Мак-Артура та використовує першу виплату як передоплату за послуги Джея. Справа переходить до суду, де Нора та Джей агресивно намагатися показати клієнтів один одного в негативному світлі. Нора підкреслює попередню невірність й емоційну віддаленість Чарлі, водночас Джей перебільшує відношення Ніколь до випивки. Тим часом Чарлі та Ніколь залишаються дружніми поза судом і ділять час з Генрі, який дедалі більше дратується через суперечку.
Розчарувавшись в юридичному процесі, пара вирішує зустрітися наодинці без адвокатів. Дружня бесіда в квартирі Чарлі переростає в запеклий спір, в якому Ніколь стверджує, що він не піклується про неї, а Чарлі б'є кулаком стіну та бажає їй смерті. Заспокоївшись, він вибачається; Ніколь втішає його. Незабаром подружжя погоджується послабити свої вимоги та досягти домовленості щодо завершення розлучення, хоча Ніколь отримує трохи кращі умови.
Через рік вистава Чарлі на Бродвеї отримала визнання, водночас пілотний проєкт Ніколь (і як режисера) був номінований на кілька нагород. Чарлі повідомляє Ніколь, що він буде навчатися в УКЛА і буде жити в Лос-Анджелесі рік, тому буде ближче до Генрі. Пізніше він бачить сина, який читає Ніколь список речей, які їй подобаються у Чарлі. Генрі просить Чарлі прочитати це вголос для нього, батько виконує прохання, стаючи емоційним, коли Ніколь спостерігає за ними здалеку. Того вечора Ніколь пропонує Чарлі забрати Генрі додому, хоча це була її ніч з ним. Коли Чарлі йде до своєї машини з Генрі, який спав, Ніколь вибігає, зав'язує черевик Чарлі та прощається.

## У ролях
| Актор              | Роль          |
| ------------------ | ------------- |
| Скарлетт Йоганссон | Ніколь Барбер |
| Адам Драйвер       | Чарлі Барбер  |
| Лора Дерн          | Нора Феншоу   |
| Алан Алда          | Берт Спіц     |
| Рей Ліотта         | Джей Маротта  |
| Ежи Робертсон      | Генрі Барбер  |
| Джулі Гагерті      | Сандра        |
| Меррітт Вівер      | Кассі         |
| Марк О'Браєн       | Картер        |
| Меттью Шир         | Террі         |
| Брук Блум          | Мері Енн      |
| Кайл Борнгаймер    | Тед           |
| Мікі Сумнер        | Бет           |
| Воллес Шон         | Френк         |

## Виробництво
Уперше ідея фільму прийшла до Баумбаха у 2016 році, коли стрічка «Історія сім'ї Мейровіц» перебувала на етапі постпродукції. Він почав займатися цим питанням і зустрівся з Драйвером, щоб обговорити роль. У листопаді 2017 року було оголошено, що до акторського складу увійшли Драйвер, Скарлетт Йоганссон, Лора Дерн, Меррітт Вівер й Ежи Робертсон. Продюсером став Девід Гейман від своєї компанії Heyday Films, а Netflix погодився продюсувати та розповсюджувати фільм. У березні 2018 року роль отримав Кайл Борнгаймер. У червні 2018 року було оголошено, що Рей Ліотта з'явиться в фільмі.
Основне знімання розпочали 15 січня 2018 року та тривали 47 днів до квітня 2018 року. Воно відбувалося у Нью-Йорку та Лос-Анджелесі.
Говорячи про сценарій фільму, який був написаний після розлучення з Дженніфер Джейсон Лі, Баумбах зазначив:
|  | У мене є реальний зв'язок з матеріалом ... [але] я також перебував у такому періоді життя, коли багато хто з моїх друзів розлучалися. Я розглядав це як можливість зробити щось відвертішим, тому я провів багато досліджень. Я брав інтерв'ю у багатьох своїх друзів і друзів друзів, а потім і в адвокатів, суддів, примирителів. |

Після виходу фільму Баумбах сказав: «Я показав їй сценарій, а потім я показав їй фільм трохи згодом. Їй він дуже сподобався».

## Випуск
Світова прем'єра «Шлюбної історії» відбулась 29 серпня 2019 року на Венеційському кінофестивалі. Фільм також демонструвався 31 серпня 2019 року на кінофестивалі в Теллурайді, 8 вересня 2019 року — на Міжнародному кінофестивалі у Торонто, де він був учасником на здобуття нагороди «Вибір народу». Він також став центральною роботою на Нью-Йоркському кінофестивалі 4 жовтня 2019 року та на BFI Лондонському кінофестивалі 6 жовтня 2019 року. Фільм вийшов обмеженим прокатом 6 листопада 2019 року, з 6 грудня 2019 року стрічка доступна на Netflix.

## Сприйняття

### Касові збори
Попри те, що Netflix публічно не розкриває касові збори своїх фільмів, за оцінками IndieWire, «Шлюбна історія» зібрала близько 160 000 доларів у п'яти кінотеатрах у перші вихідні дні (і загалом 200 000 доларів за перші п'ять днів). На сайті написано, що «зазвичай ці (розраховані) цифри розчарують», але «враховуючи кінотеатри та обмеженість місць, а також усвідомлення неминучого потокового доступу протягом місяця», цього достатньо для Netflix. Наступні вихідні стрічку демонстрували у 16 кінотеатрах і касові збори оцінюються у 140 000 доларів, на третьому тижні його показували у 85 кінотеатрах, а касові збори оцінили в 340 000 доларів.

### Критика
На сайті Rotten Tomatoes 97 % критиків дали фільму позитивний відгук на основі 205 оглядів із середньою оцінкою 9,11 / 10. У консенсусі сайту зазначено: «Спостерігаючи за розколом союзу з співчуттям і широкою витонченістю, потужно зіграна „Шлюбна історія“ входить до числа найкращих робіт сценариста-режисера Ноя Баумбаха». На Metacritic рейтинг стрічки 94 зі 100 на основі 47 відгуків критиків, що свідчить про «загальновизнану оцінку».
Овен Глейберман з «Вараєті» написав: «Одночасно кумедна, жахлива і бентежлива, побудований навколо двох майстерних виконань неймовірної пронизливості та людяності, це робота великого кіномитця, який показує, що може зобразити життя у всіх його емоційних деталях і складностях — і, в процесі, зробити пронизливу заяву про те, як зараз працює наше суспільство». Алонзо Дюральд з TheWrap високо оцінив акторську гру та сценарій Баумбаха, сказавши: «Одне цікаво, чи Баумбах залишив згадки про „Крамер проти Крамера“ або „Двоє на дорозі“ на підлозі монтажної, але в будь-якому випадку, „Шлюбна історія“ — це фільм, який заслуговує на згадку у їхній компанії. Це нищівний, цінний і створений залишитись у пам'яті надовго після закінчення циклу нагород».
За виконання ролі у фільмі Драйвер посів третє місце у щорічному списку найкращих акторів за 2019 року журналу «Тайм».
13 січня 2020 року було оголошено номінантів премії Оскар. Фільм представлений у 6 номінаціях: "Найкращий фільм", "Найкраща чоловіча роль" - Адам Драйвер, "Найкраща жіноча роль" - Скарлетт Йоганссон, "Найкраща жіноча роль другого плану" - Лора Дерн, "Найкращий оригінальний сценарій", "Найкраща музика до фільму". 

### Номінації та нагороди
| Нагороди та номінації фільму «Шлюбна історія» | Нагороди та номінації фільму «Шлюбна історія»   | Нагороди та номінації фільму «Шлюбна історія»      | Нагороди та номінації фільму «Шлюбна історія» | Нагороди та номінації фільму «Шлюбна історія» | Нагороди та номінації фільму «Шлюбна історія» |
| Рік                                           | Кінофестиваль/кінопремія                        | Категорія/нагорода                                 | Номінант                                      | Результат                                     |                                               |
| --------------------------------------------- | ----------------------------------------------- | -------------------------------------------------- | --------------------------------------------- | --------------------------------------------- | --------------------------------------------- |
| 2019                                          | Премія британського незалежного кіно            | Найкращий іноземний незалежний фільм               | Девід Гейман, Ной Баумбах                     | Номінація                                     |                                               |
| 2019                                          | «Готем»                                         | Нагорода глядачів                                  | Девід Гейман, Ной Баумбах                     | Номінація                                     |                                               |
| 2019                                          | «Готем»                                         | Найкращий фільм                                    | Девід Гейман, Ной Баумбах                     | Номінація                                     |                                               |
| 2019                                          | «Готем»                                         | Найкращий актор                                    | Адам Драйвер                                  | Номінація                                     |                                               |
| 2019                                          | «Готем»                                         | Найкращий сценарій                                 | Ной Баумбах                                   | Номінація                                     |                                               |
| 2019                                          | Кінопремія Голлівуду                            | Найкращий композитор                               | Ренді Ньюман                                  | Перемога                                      |                                               |
| 2019                                          | Кінопремія Голлівуду                            | Найкраща акторка другого плану                     | Лора Дерн                                     | Перемога                                      |                                               |
| 2019                                          | Нагорода Голлівуду за музику у візуальних медіа | Оригінальна музика — повнометражний художній фільм | Ренді Ньюман                                  | Номінація                                     |                                               |
| 2019                                          | Нагорода Голлівуду за музику у візуальних медіа | Видатний внесок в музичне координування (кіно)     | Джордж Дракуліас                              | Номінація                                     |                                               |
| 2019                                          | Міжнародний кінофестиваль у Торонто             | «Вибір народу»                                     | Ной Баумбах                                   | Номінація                                     |                                               |
| 2019                                          | Венеційський кінофестиваль                      | «Золотий лев»                                      | Ной Баумбах                                   | Номінація                                     |                                               |